# Wilhelm Bölsche (Lehrer)
Wilhelm Bölsche (* 19. Juli 1843 in Braunschweig; † 22. Juni 1893 in Osnabrück) war ein deutscher Gymnasiallehrer und Paläontologe.

## Leben
Wilhelm Bölsche besuchte das Gymnasium in Braunschweig und studierte anschließend ab 1861 an der mit Beginn des Wintersemesters 1862/63 von Collegium Carolinum in „Polytechnische Schule“ umbenannten Vorläufereinrichtung der Technischen Universität Braunschweig. Im Jahr 1863 wechselte er zum Studium der Naturwissenschaften an die Georg-August-Universität in Göttingen, wo er Karl von Seebach und Friedrich Wöhler hörte, von 1864 bis 1867 Assistent von Wolfgang Sartorius von Waltershausen war und im Februar 1867 mit seiner paläontologischen Dissertation über die Korallen des norddeutschen Jura - und Kreidegebirges zum Dr. phil. promoviert wurde.
Im Mai 1868 unterzog sich Wilhelm Bölsche vor der herzoglichen Prüfungskommission in Braunschweig der Prüfung für das höhere Schulamt und erwarb die Lehrberechtigung in der Mathematik und Physik für die oberen Gymnasialstufen. Wilhelm Bölsche unterrichtete zunächst an verschiedenen Schulen und Einrichtungen in Braunschweig, bevor er von Ostern 1872 bis an sein Lebensende als Lehrer der Naturwissenschaften und der Mathematik an der Realschule erster Ordnung und späterem Realgymnasium und Staatlicher Oberschule für Jungen in Osnabrück wirkte.
Wilhelm Bölsche, der in Osnabrück später den Professorentitel verliehen bekam, engagierte sich im Naturwissenschaftlichen Verein Osnabrück, in dem er zahlreiche wissenschaftliche Veröffentlichungen zu den Jahresberichten beisteuerte und sich darüber hinaus ab 1878 als 2. Schriftführer und ab 1887 als 2. Vorsitzender einbrachte.
Schwerpunkte seiner wissenschaftlichen Betätigung lagen auf der Erforschung der Geologie und Paläontologie der Umgebung von Osnabrück sowie der Bearbeitung von fossilen Korallen und Stachelhäutern.
Er ist der Erstbeschreiber des Stachelhäuters Antedon duebenii Bölsche, 1866 und der Steinkoralle Astrangia cretacea (Bölsche, 1870).

## Schriften
- Zusammenstellung der bis jetzt bekannten Echiniden aus der Gruppe der Diademiden. In: Archiv für Naturgeschichte, 31, 1, 1865, S. 324–336 (Digitalisat)
- Zu Bölsche Zusammenstellung der bis jetzt bekannten Echiniden aus der Gruppe der Diademiden. In: Archiv für Naturgeschichte, 32, 1, 1866, S. 89 (Digitalisat)
- Ueber Actinometra Benetti und eine neue Comatula-Art (Antedon Dubenii). In: Archiv für Naturgeschichte, 32, 1, 1866, S 90–92 (Digitalisat)
- Die Korallen des norddeutschen Jura- und Kreidegebirges. In: Zeitschrift der Deutschen geologischen Gesellschaft, 1866, Tafel VII–IX, S. 439–486 (Digitalisat)
- Korallen aus der Kreide von New-Jersey. In: Hermann Credner: Die Kreide von New-Jersey. Zeitschrift der Deutschen geologischen Gesellschaft, 1870, Tafel IV, S. 191–251 (Digitalisat)
- Die Korallen des unteren Pläners im sächsischen Elbthale. In: Palaeontographica. Beiträge zur Naturgeschichte der Vorwelt, 20, Erster Teil, Cassel 1871–1875, S. 45–59, Tafel 11–13 (Digitalisat)